# Paul Hugo Biederich
Paul Hugo Biederich (* 31. Dezember 1907 in Danzig; † 26. April 1968 in Berlin) war ein deutscher Jurist, Polizeibeamter und politischer Aktivist. Biederich wurde bekannt als höherer Gestapo-Beamter in den 1930er Jahren sowie als Aktivist zugunsten einer Entkriminalisierung der Homosexualität in der jungen Bundesrepublik in den 1950er Jahren.

## Leben
Nach dem Schulbesuch studierte Biederich Rechtswissenschaft an der Philipps-Universität Marburg. Seit 1926 gehörte er der Burschenschaft Alemannia Marburg an. 1933 promovierte er mit einer Dissertation über eine Frage des Betrugsrechts an der Christian-Albrechts-Universität Kiel zum Dr. jur.
Nach dem Machtantritt der Nationalsozialisten wurde Biederich in die Geheime Staatspolizei übernommen, in der er es bis zum Leiter der Gestapo in Potsdam brachte. Außerdem wurde er Mitglied der Schutzstaffel (SS-Nummer 194.549), in der er den Rang eines SS-Unterscharführers erreichte.
1938 wurde Biederich wegen homosexueller Beziehungen, die er zu einem Neunzehnjährigen unterhalten hatte, verhaftet und wegen Verstoßes gegen den § 175 des Strafgesetzbuches vor der 1. Großen Strafkammer des Landgerichts Berlin angeklagt. Das Verfahren endete mit einer Verurteilung, wobei Biederichs SS- und Gestapozugehörigkeit im Sinne des nationalsozialistischen Regimes als strafverschärfend gewertet wurde. 1955 befand ein bundesdeutsches Gericht, dass das 1938er Urteil politisch orientiert gewesen sei und dass bei der Urteilsfindung „im wesentlichen Gesichtspunkte entscheidend gewesen seien, die bei rechtsstaatlicher Betrachtungsweise niemals straferhöhend hätten Berücksichtigung finden können“. So hatten die Richter von 1938 Biederichs „Tat“ mit der Röhm-Affäre sowie mit der Einstellung des NS-Regimes zur Frage der Behandlung der Homosexualität in Verbindung gebracht.
Nach 1945 zählte Biedrich, Pretzel zufolge, neben Werner Hesse zu den engagiertesten Anwälten Homosexueller in Westdeutschland. Er setzte sich darüber hinaus für die Abschaffung des § 175 ein. So vertrat er beispielsweise im Jahr 1957 einen Mandanten vor dem Karlsruher Bundesverfassungsgericht, der gegen die Weitergeltung des nationalsozialistischen Homosexuellengesetzes klagte. Zusammen mit dem Psychiater Hans Giese verfasste Biederich 1951 eine Eingabe an den Bundestag, in der er auf eine Reform des Homosexuellenstrafrechts drängte. Für Gieses Institut für Sexualforschung betätigte er sich außerdem jahrelang als Rechtsbeistand. Zusammen mit dem Psychiater Leo Dembicki veröffentlichte Biederich wiederum 1951 eine an eine populäre Leserschaft gerichtete Darstellung des amerikanischen Kinsey-Reports. Hinzu kamen zahlreiche Aufsätze, die Biederich in Zeitschriften der Homosexuellenbewegung der Nachkriegszeit veröffentlichte, wobei er sich, ungewöhnlich für die 1950er Jahre, keines Pseudonyms bediente.
1966 zog Paul Hugo Biederich aus Hamburg-Rahlstedt nach Berlin-Wilmersdorf, er starb zwei Jahre später in Berlin-Wedding.

## Schriften
- Das Unterlassen der Anzeige von Sacheigenschaften beim strafbaren Betrug, 1933.
- Paragraph 175. Die Homosexualität, Hamburg 1950.
- Die Sexualität des Mannes. Darstellung und Kritik des Kinsey-Report, Regensburg 1951. (zusammen mit Leo Dembicki)
- Entgegnung auf die Schrift „Das dritte Geschlecht“ des Amtsgerichtsrats R. Gatzweiler, Bonn, Hamburg 1951.